# Meranti (Bilah Hulu)
Meranti is een bestuurslaag in het regentschap Labuhan Batu van de provincie Noord-Sumatra, Indonesië. Meranti telt 2413 inwoners (volkstelling 2010).